# Druckerei Grandpierre

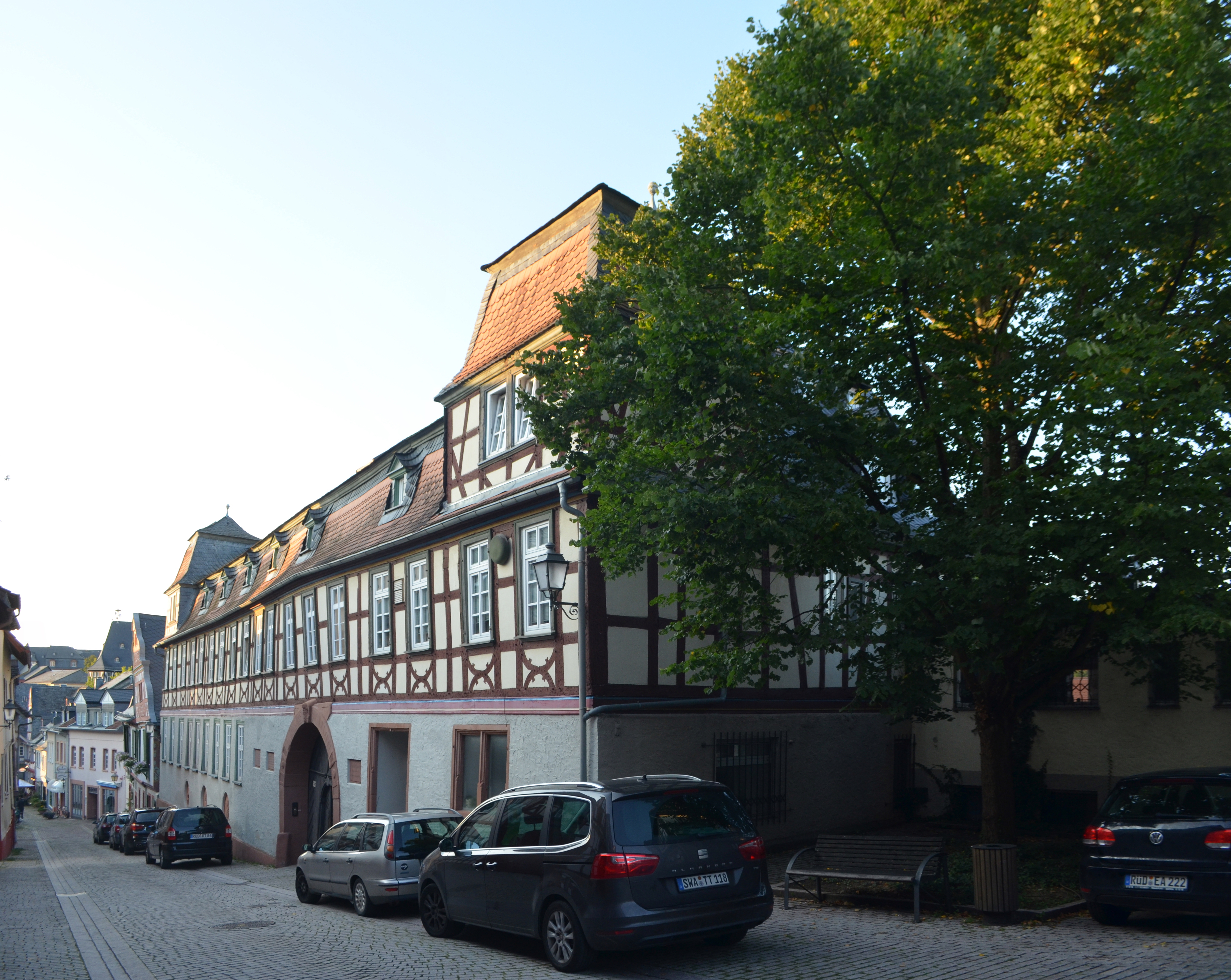
Obergasse 16 von oben

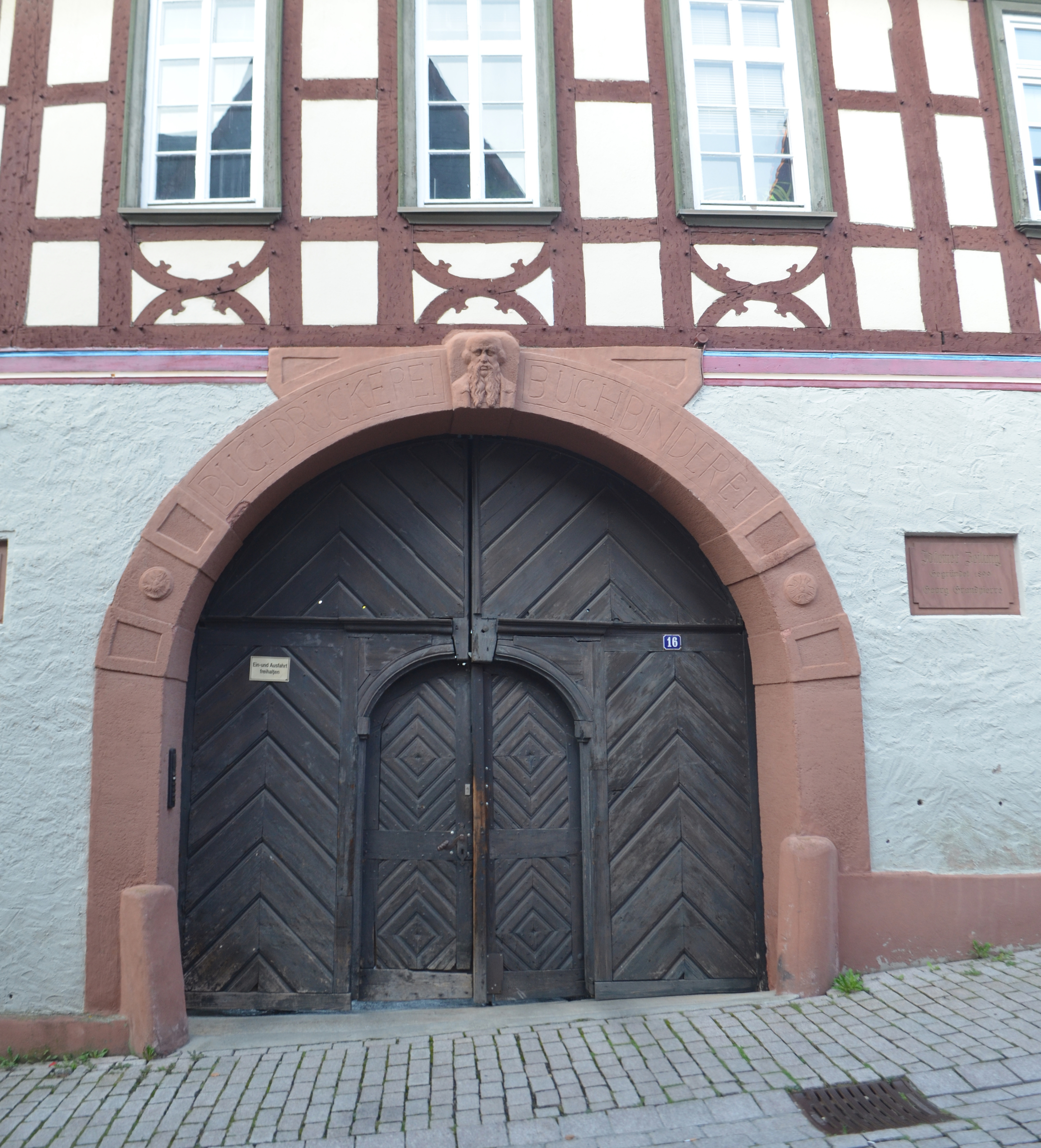
Tor

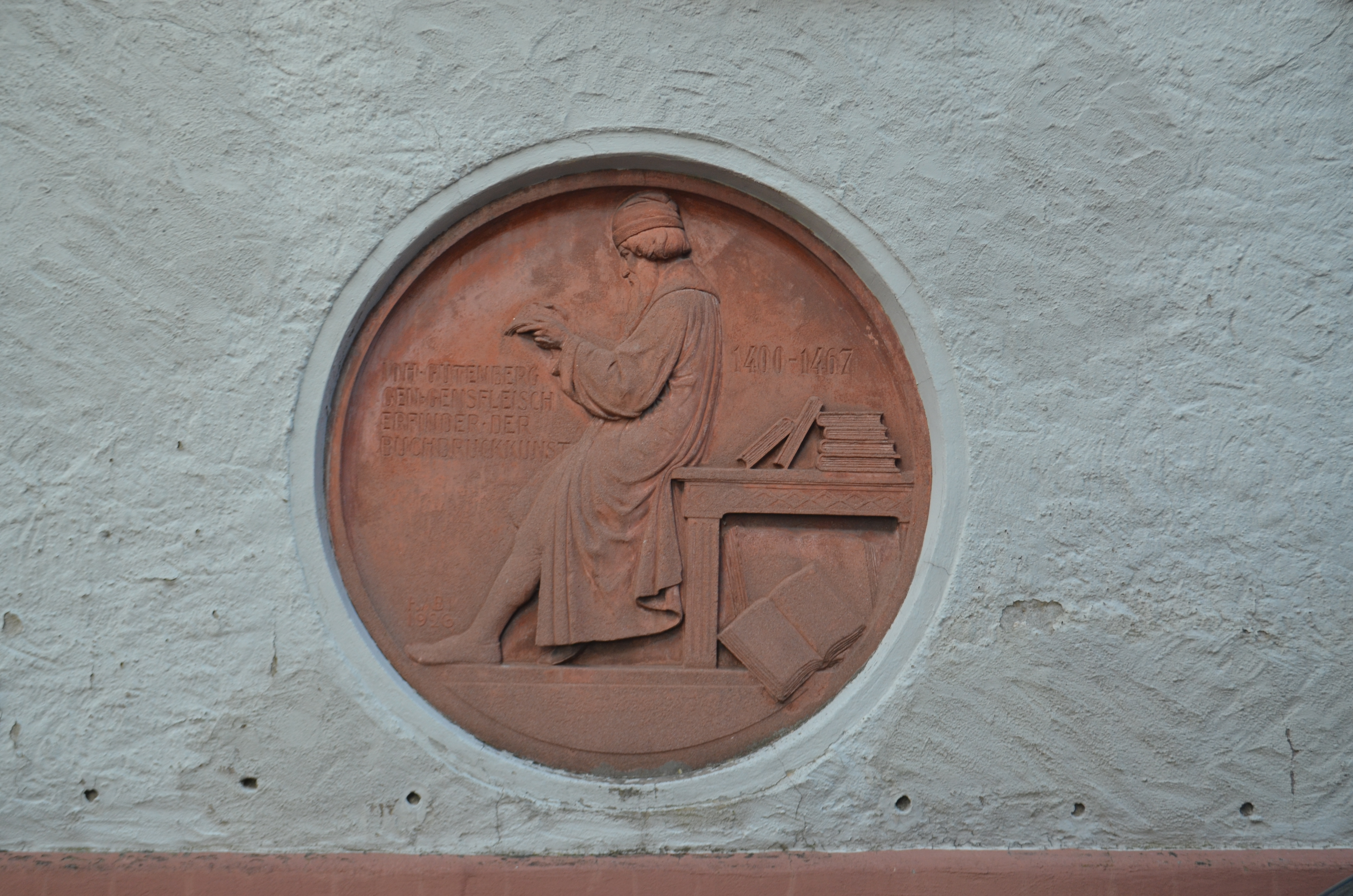
Gutenberg

Das Haus Obergasse 16, auch Druckerei Grandpierre oder Haus Grandpierre, ist ein Fachwerkhaus in der Obergasse in Idstein. Es steht als Kulturdenkmal unter Denkmalschutz. Bis heute ist es im Besitz der namensgebenden Familie Grandpierre.

## Geschichte
Gemäß einer Inschrift auf einem Portal im Hof wurde das Gebäude ursprünglich 1612 als Adelshof errichtet. Bauherr war eventuell der gräflich-nassauische Beamte Niclas Hien († 1631). Später verfiel das Haus und Graf Johann ließ den Besitz einziehen. Dessen Sohn Georg August tausche das Anwesen mit den Kammerschreiber Johan Dietrich Müller und erhielt dafür dessen Wirtshaus „Zu den zwei Böcken“ am Marktplatz.
Das Gebäude verfügte über eine Wirtschaftsgerechtigkeit und Abgabenfreiheit. Es wurde im 17. Jahrhundert als Gastwirtschaft unter dem Namen „Zur Weißen Taube“. 1632 ist als Wirt Ludwig Pfeiffer nachgewiesen, der den Gasthof als Pächter betrieb.
1721 erwarb der nassauische Oberforstmeister Georg Heinrich Freiherr von Hayn das Anwesen. Dessen Sohn verkaufte es 1770 an den Oberjägermeister Johan Carl Friedrich Schott von Schottenstein. Der Kaufpreis für das Anwesen sowie weitere Rechte betrug 4000 Gulden. Mit Urkunde vom 16. Mai 1786 erwarb der Fürstlich-Nassauische Oberforstmeister Friedrich August von Hayn das Gebäude für 4500 Gulden. Im November 1786 übertrug er das Haus an Fürsten Karl Wilhelm von Nassau-Usingen.
1818 wurde in dem Haus die Rezepturwohnung für das Amt Idstein eingerichtet. Aber bereits im Folgejahr teilte man dem Rezepturbeamten Graeser mit, dass er in eine neue Wohnung im Schloss ziehen müsse. Diese lag 50 Treppenstufen hoch und war entsprechend unbequem. Graeser zögerte den Umzug bis 1821 heraus, musste dann aber doch umziehen.
Im Haus fand nun das Nassauische Institut für Landwirtschaft unter Professor Wilhelm Albrecht seinen Sitz. Albrecht hatte 1818 in Idstein eine Landwirtschaftsschule eingerichtet. Zum Institut für Landwirtschaft gehörte ein Tierspital Herrenspeicher und ein Versuchsgut, das Hofgut Gassenbach.
Im Dezember 1834 wurde das Institut zum Geisberg nach Wiesbaden verlegt und das Haus Obergasse 16 wurde Rezepturwohnung für den Rezepturbeamten Rat Schmidt.
Nach der Annexion des Herzogtums Nassau durch Preußen 1866 wurden die Rezepturen aufgehoben. Ab 1886 war das Haus Geschäftslokal des Untersteuerbezirks Idstein. Der Rendant Krah, wie auch seine Nachfolger Maßfeller, Neuber und Ludwig bewohnten mit ihren Familien das Obergeschoss.
1898 erwarb der Buchdrucker Georg Grandpierre das Haus für 12.500 Mark und gründete dort die Idsteiner Zeitung. Daran erinnern heute noch Gedenktafeln. Seitdem ist das Anwesen im Besitz der Familie Grandpierre.

## Baubeschreibung
Das heutige Gebäude ist ein langgestreckter Bau mit massivem Erdgeschoss aus dem 17. Jahrhundert. Das Obergeschoss in Fachwerkbauweise mit Mansarddach sowie zwei quadratischen Eckaufbauten mit Mansard-Zeltdächern stammt aus dem 18. Jahrhundert. Im Mauerwerk sind drei runde Reliefmedaillons (Drucker, Greif, Gutenberg) aus dem Jahr 1926 von Ferdinand Abt eingelassen. Das Obergeschoss ist in 18 Fensterachsen mit genasten Feuerböcken gegliedert.
Den Eingang bildet ein großes Rundbogenportal mit Quaderung und Rosetten. Die Inschrift lautet „Buchdruckerei Buchbinderei“. Der Schlussstein zeigt ein Bild Gutenbergs von Ferdinand Abt. Das Holztor mit zweiflügeliger Rundbogenpforte und Beschlägen ist original erhalten. Im Hof befindet sich das Sandsteinportal mit Stabgewände und dem Datum 1612. Im Haus befindet sich eine barocke Wendeltreppe mit gedrehter Spindel.